# Seit Olims Zeiten
Seit oder Zu Olims Zeiten ist eine umgangssprachliche scherzhafte Redensart, die sich nicht etwa auf eine tatsächliche Person solchen Namens bezieht, sondern im 17. Jahrhundert aus der Personifizierung des lateinischen Worts olim „einst“ gebildet wurde. Dieser Scherzausdruck – ursprünglich aus dem gelehrten Schulunterricht kommend – ist zum ersten Mal 1618 in Martin Rinckarts Jubelkomödie belegt und kann als Parallelbildung zur sprichwörtlichen Wendung zu Noahs Zeiten (in uralten Zeiten) angesehen werden.

## Definition
Zu Olims Zeiten bedeutet so viel wie damals, vor langer Zeit, ähnlich wie Anno dazumal oder Anno Schnee.
Seit Olims Zeiten wird hingegen im Sinne seit langer Zeit, schon/seit immer, von jeher, seit Menschengedenken verwendet, ähnlich wie die Redewendung Ab urbe condita.